# La Nazione
La Nazione (en español: La Nación) es el principal diario de Florencia, fundado en 13 de julio de 1859. Se distribuye en todo el territorio italiano, y está particularmente extendido en las regiones de Toscana, Umbría y Liguria. Forma parte del grupo editorial Monrif junto con il Resto del Carlino de Bolonia, Il Giorno de Milán e Il Telegrafo de Livorno.

## Historia
La Nazione fue fundado por Bettino Ricasoli, jefe interino del gobierno toscano. El primer número apareció en julio de 1859. Su título refleja la esperanza de Ricasoli de una Italia unificada.
Se fusionó con el famoso periódico político de Cavour Il Risorgimento. Con sede en Florencia, se publica en catorce ediciones, incluyendo las de las regiones de Toscana, Umbría y Liguria. Sus primeros colaboradores incluyen a Edmondo de Amicis, Carlo Lorenzini, Giovanni Spadolini, Giuseppe Prezzolini y Mario Luzi.